# Marcos Brítez Ojeda
Marcos Brítez Ojeda (22 de mayo de 1986, Buenos Aires; Argentina) es un futbolista argentino juega de mediocampista en el Club Sportivo Italiano de la Primera C del fútbol argentino.

## Trayectoria
Comenzó su trayectoria como futbolista en Los Andes. A Inicios del 2007 fue enviado a préstamo a Tristán Suárez y en el segundo semestre del mismo año, volvió al club que lo formó. A mediados del 2009, jugaba en ese mismo club en la Primera B Nacional, pero lamentablemente para él, descendió a la Primera B Metropolitana. Antes de descender, él ya estaba en los planes de Ricardo Caruso Lombardi (DT de Racing) , Diego Pablo Simeone (DT de San Lorenzo) y Alfio Basile (DT de Boca); siendo comprado finalmente por este primero. Con el Racing Club jugó el Torneo Apertura 2009 y el Clausura 2010, generalmente como suplente. Para el Apertura 2010 pasó a Huracán, en el mismo descendió en la temporada 2010/2011 a la B Nacional. En junio de 2011 pasó a jugar a Club Sportivo Independiente Rivadavia de Mendoza, que juega precisamente en la Primera B Nacional. Luego fue a parar a Talleres de Córdoba donde sus malas actuaciones le hicieron acreedor de una mala reputación, y continuó su carrera en Tristán Suárez.
A mediados de 2015 retorna a Los Andes para disputar la segunda rueda de la B Nacional.
En 2017 pasa a Altos Hornos Zapla para jugar el Torneo Federal A.
Desde el 2023 juega en la Primera C en el Club Sportivo Italiano

## Clubes
| Club                    | País      | Año         | PJ | Goles |
| ----------------------- | --------- | ----------- | -- | ----- |
| Los Andes               | Argentina | 2004 - 2006 |    |       |
| Tristán Suárez          | Argentina | 2007        |    |       |
| Los Andes               | Argentina | 2007 - 2009 | 4  | 0     |
| Racing Club             | Argentina | 2009 - 2010 | 6  | 0     |
| Huracán                 | Argentina | 2010 - 2011 | 23 | 0     |
| Independiente Rivadavia | Argentina | 2011 - 2013 | 67 | 9     |
| Talleres                | Argentina | 2013 - 2014 | 26 | 1     |
| Los Andes               | Argentina | 2015 - 2017 | 16 | 0     |
| Altos Hornos Zapla      | Argentina | 2017 - 2018 | 4  | 0     |
| Almirante Brown         | Argentina | 2018        |    |       |
| Club Sportivo Italiano  | Argentina | 2023        |    |       |